# بورزكان (مقاطعة فيروزآباد)
بورزكان (بالفارسية: بورزکان) هي قرية تقع في قسم خواجه‌اي الريفي في إيران. يقدر عدد سكانها بـ 49 نسمة بحسب إحصاء 2016.